# Mortagne (Vosges)
Mortagne é uma comuna francesa na região administrativa de Grande Leste, no departamento de Vosges. Estende-se por uma área de 22,2 km². Em 2010 a comuna tinha 173 habitantes (densidade: 7,8 hab./km²).